# Bento Sitoe
Bento Sitoe, né le 18 mai 1947 à Maputo, est un universitaire, linguiste et traducteur mozambicain, spécialiste de la langue tsonga (ou shangaan). Il fut longtemps professeur à l'université Eduardo Mondlane et publia de nombreux travaux de linguistique, des dictionnaires (tsonga, ronga) et quelques romans en tsonga.

## Œuvre
Avec Gabriel Makavi, il est l'un des rares auteurs mozambicains à avoir publié des œuvres de fiction en tsonga, alors que, dans les années 1980, cette démarche pouvait être considérée comme une menace pour l'unité nationale. L'Association des écrivains mozambicains (AEMO) esquiva la polémique en disant que personne n'était en mesure d'évaluer la qualité littéraire de manuscrits en langues africaines. 
Zabela, publiée en 1983 et traduite en anglais en 1996 (Zabela: My Wasted Life), est son œuvre la plus populaire, suivie par Musongi (1985) et Thandavantu (1995).